# Destroyer (album)
 For alternative betydninger, se Destroyer (flertydig). (Se også artikler, som begynder med Destroyer)
Destroyer er et musikalbum med hard rock bandet Kiss, udgivet den 15. marts 1976.

## Spor
1. «Detroit Rock City»
2. «King of the Night Time World»
3. «God of Thunder»
4. «Great Expectations»
5. «Flaming Youth»
6. «Sweet Pain»
7. «Shout It Out Loud»
8. «Beth»
9. «Do You Love Me»